# Cuisine birmane

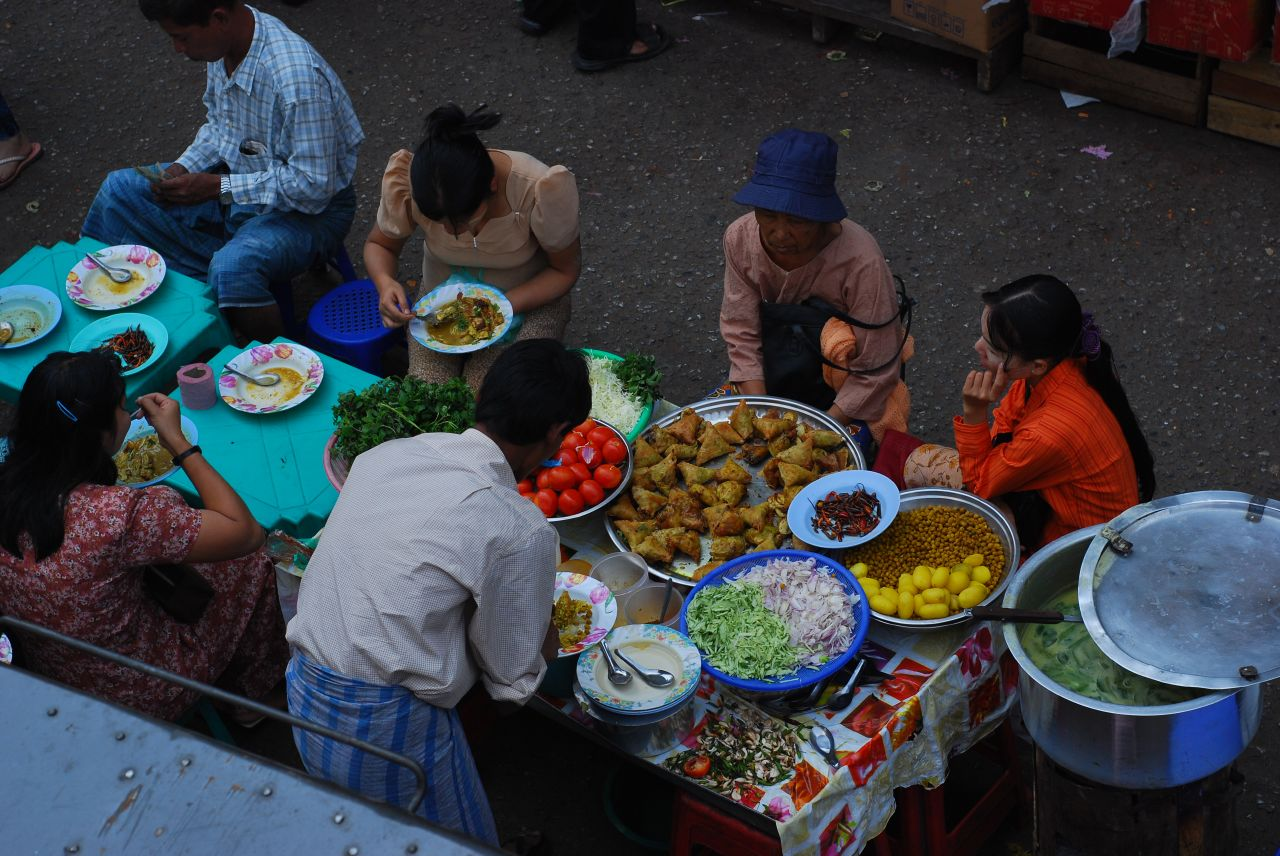
Restaurant de rue à Rangoon.

La cuisine birmane a été influencée par les cuisines indienne, chinoise et thaïlandaise, ainsi que par celle des ethnies locales. Elle n'est pas très connue à l'étranger et peut être caractérisée par son goût moyennement épicé, avec un usage limité des épices.

## Plats

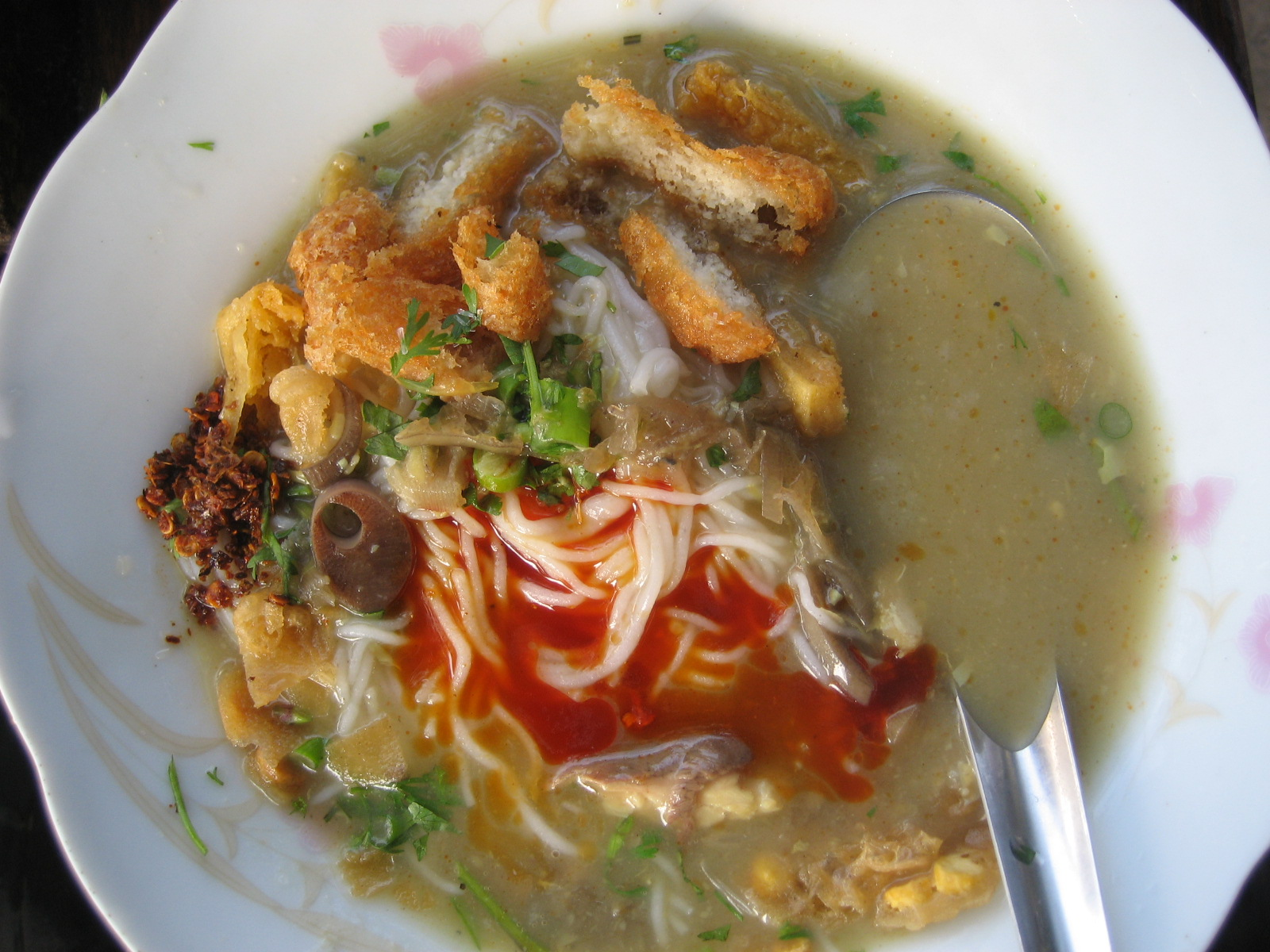
Assiette de mohinga.

- Mohinga : le plat national, avec pâte de poisson, vermicelles, coriandre, oignons, œufs…
- Fried noodles : ce sont des nouilles frites avec des légumes et un œuf frit.

### À base de viande
- Ohn no khaukswe : nouilles à la sauce poulet et noix de coco.
- Seikthar hin : curry de mouton.
- Khaow pod gai : riz frit, poulet et œufs.

### À base depoissonsetfruits de mer
- Aung pin le : coquillages et crustacés divers.
- Kakatik (ou ngathadit) : poisson en sauce.
- Ngar khu hin : curry de poisson.
- Pazun kyaw : crevettes frites à l'ail.
- Yepo : scarabée d'eau frit (spécialité de l'Arakan).
- Yuzana : poisson grillé aux légumes.

### À base delégumes
- Aye myit tar : gros haricots cuisinés.
- Kan yan chin thee : salade de tomates.
- Mag ywet thoke : salade de tamarin.
- Nga yoke thee kyaw : oignons frits avec piments.
- Pehin : soupe aux haricots.

## Desserts
- Balachaung
- Kyaukchaw : gelée d'algues
- Ngapikyan
- Sanwin-ma-kin : gâteau aux œufs, semolina et noix de coco.

## Condiments
- Ngapi : pâte de crevette.